# Дым над Москвой
«Дым над Москвой» — пятый (по времени создания) сольный альбом Игоря Куприянова.

## Об альбоме
Альбом был записан ещё в 2005 году, но увидел свет только 24 ноября 2008 года.
В альбом дополнительно вошли несколько бонус-треков, на один из которых — «Чёрное солнце 2008» — был снят клип, поднимающий актуальные и острые проблемы. Этот видеоряд вызвал резонанс и волну обсуждений в Интернете.
Концерт-презентация состоялась 7 декабря в ТК «Горбушкин двор».

## Список композиций альбома
| №   | Название                                | Текст песни  | Музыка                           | Длительность |
| --- | --------------------------------------- | ------------ | -------------------------------- | ------------ |
| 1.  | «Радиоголос»                            | И. Куприянов | И. Куприянов                     | 4:19         |
| 2.  | «Дым над Москвой»                       | В. Качин     | И. Куприянов, П. Зюзин, В. Качин | 2:54         |
| 3.  | «Старый парк» (экс-Чёрный Кофе)         | И. Куприянов | И. Куприянов                     | 3:20         |
| 4.  | «Москва-Петушки»                        | И. Куприянов | И. Куприянов                     | 3:34         |
| 5.  | «Шарманка»                              | И. Куприянов | И. Куприянов                     | 4:58         |
| 6.  | «Друг» (посвящается Сергею Бурмистрову) | И. Куприянов | И. Куприянов                     | 3:55         |
| 7.  | «Навсегда»                              | И. Куприянов | И. Куприянов                     | 3:50         |
| 8.  | «В небо»                                | И. Куприянов | И. Куприянов                     | 3:05         |
| 9.  | «Душа»                                  | И. Куприянов | И. Куприянов                     | 4:09         |
| 10. | «Троллейбус № 5»                        | И. Куприянов | И. Куприянов                     | 2:45         |
| 11. | «Я вернусь»                             | И. Куприянов | И. Куприянов                     | 3:54         |

| №   | Название                         | Текст песни  | Музыка       | Длительность |
| --- | -------------------------------- | ------------ | ------------ | ------------ |
| 12. | «Чёрное Солнце 2008»             | И. Куприянов | И. Куприянов | 4:32         |
| 13. | «Дым над Москвой» (remix)        |              |              | 5:26         |
| 14. | «Чёрное Солнце 2008» (видеоклип) |              |              | 4:32         |

## Участники записи
Все песни записаны в 2005 году.
- Игорь «Купер» Куприянов — вокал, бэк-вокал, гитара
- Виктор Булатов — соло-гитара, клавишные, струнные, микс, мастеринг
- Дмитрий Симонов — бас-гитара, струнные
- Андрей Булсимов — ударные
- Виктория Сухорева — вокализ (3)

Бонусы записаны в 2008 году.
- Игорь «Купер» Куприянов — вокал, гитара
- Александр «Zyggie» Корпусов — гитары, клавишные и программинг
- Сергей Тимофеев — бас-гитара
- Сергей Черняков — ударные

## Дополнительная информация
- Запись — студия «Куперсаунд»
- Продюсер — Игорь «Купер» Куприянов
- Оформление альбома — Алиса Субботина
- Фотографии — Андрей Порутин
- Лейбл — CD-Maximum

## Видеоклип
- Черное солнце 2008